# Hollener Opferstein

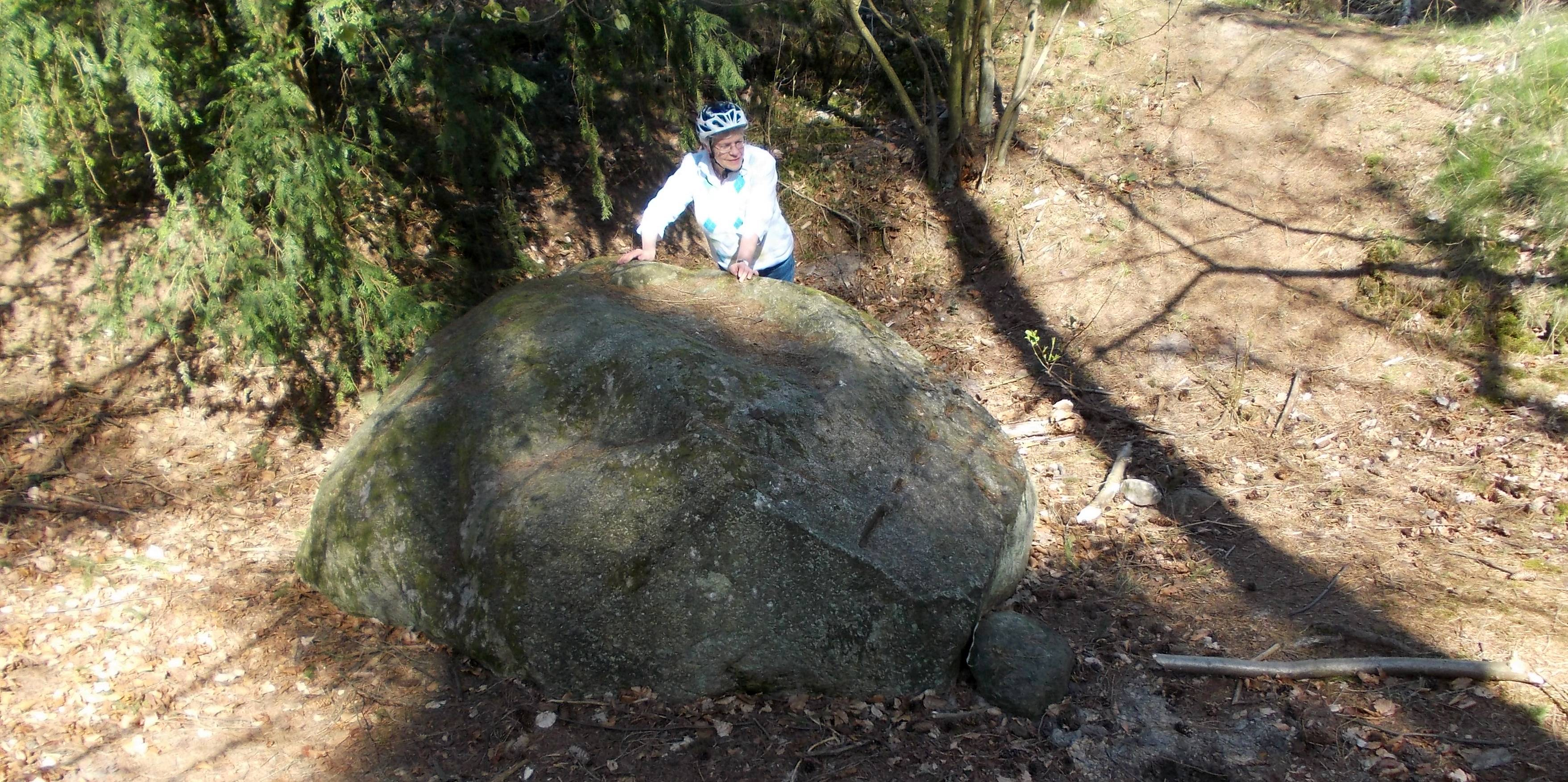
Hollener Opferstein

Der Hollener Opferstein ist ein Findling  im Wald zwischen Hollen-Dreinigkeit und Hollener Heide. Er ist ein geschütztes Naturdenkmal.

## Beschreibung
Der Granitblock liegt am Südrand des Forstes „Hollener Heide“ in der Nähe des „Kattenbarges“. Seine Form ist ein abgerundeter Quader von 2 × 2,90 Meter. Er reicht heute 1,5 Meter aus der Erde. An seiner Oberseite hat er eine flache Mulde, der er seinen Namen verdankt. Sie könnte zur Aufnahme von Opfertieren oder anderen Gaben geeignet sein. An der nördlichen Kante gibt es vier Kerben. Sie könnten Ablage für Opfermesser gewesen sein. Sie werden aber vom Ortsheimatpfleger nur als Zeugen vergeblicher Zerstörungsversuche angesehen.

## Geschichte
Der Stein wurde um 1800 zuerst von Waldarbeitern aus „Hollener Kamp“ entdeckt. Mehrere Male haben sie versucht, ihn zu zerkleinern, um die Teile zu verwenden. Das gelang aber nicht. Und als es dem Forstamt gemeldet wurde, verfolgte man es als Diebstahl an Staatseigentum. Auch mit Dynamit wurde mehrfach versucht, den Findling zu zerkleinern.
In der Nähe gab es ein Holzhäuschen, das nach dem Zweiten Weltkrieg sogar einer vierköpfigen Flüchtlingsfamilie als Behausung diente. Es wurde dann aber als Gartenhaus nach „Hollen-Dreieinigkeit“ verkauft. Die Frage, ob der Stein wirklich ein Opferstein aus germanischer Zeit war, wird unterschiedlich beurteilt. Die Nähe zu einem großen Urnenfeld, das 1895 ausgegraben worden ist, sprach dafür. Aber viele Heimatforscher sind auch anderer Meinung.

„An der 'Rehweide' vorbei ging es immer tiefer in den düsteren Tann, bis wir schließlich um den Opferstein herum saßen und uns von Urahnen erzählen ließen, die Germanen hießen, zu fremden Göttern beteten und – vielleicht – hier geopfert hatten. Ob wohl durch diese Rinne das Blut der Opfertiere geflossen war?
Bald aber wich die schaudernde Andacht dem wagemutigen Spiel, und unter den besorgten Blicken unserer Lehrer kletterten wir auf dem grauen Riesen herum.“